# Belmonte (Bahia)
Pour les articles homonymes, voir Belmonte.
Belmonte est une ville et une municipalité de l'État de Bahia au Brésil.
Site d'information francophone sur la région de Porto Seguro